# Nostalgieschifffahrt Wörthersee

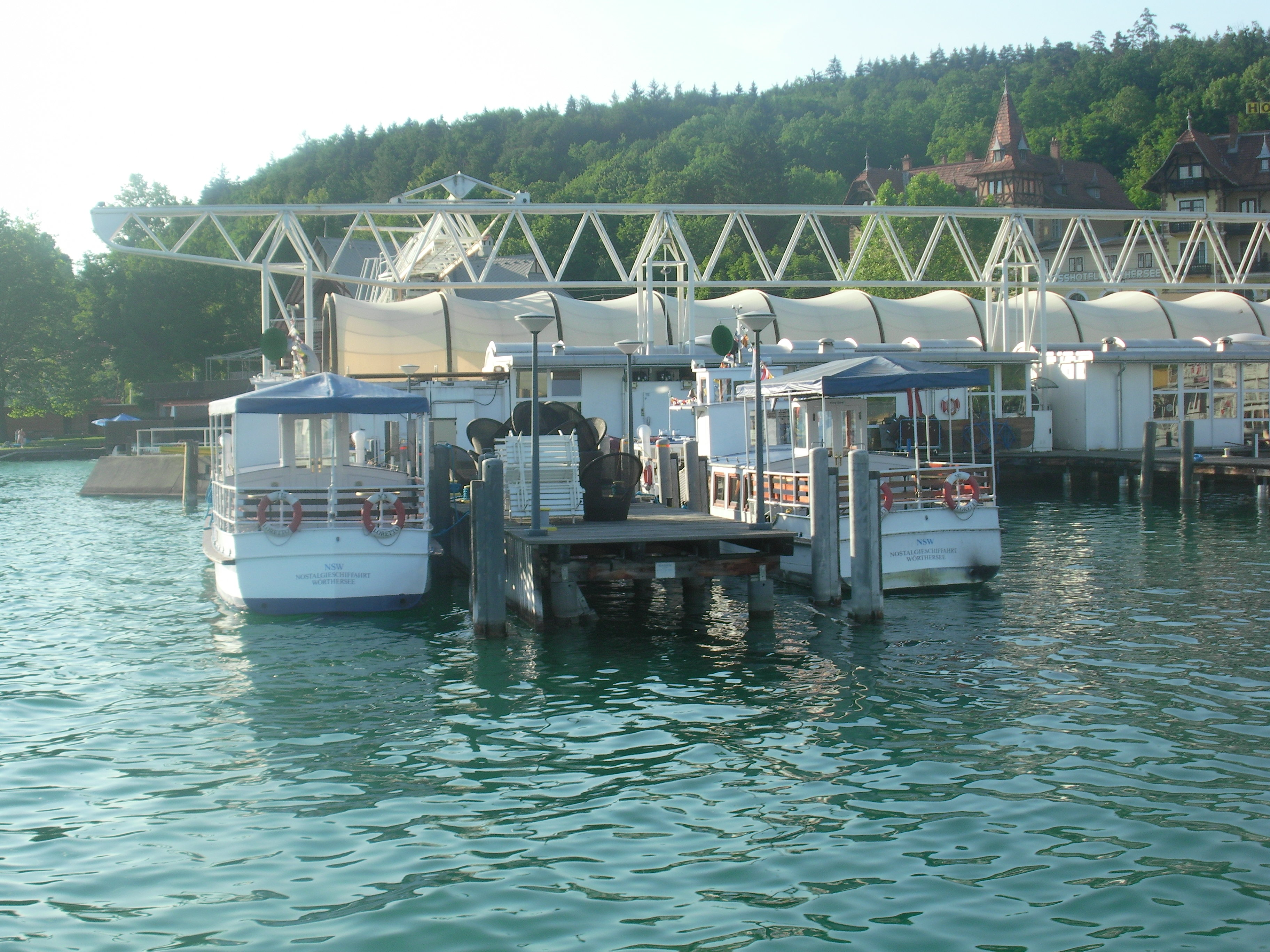
Loretto und Lorelei in der Werft Klagenfurt

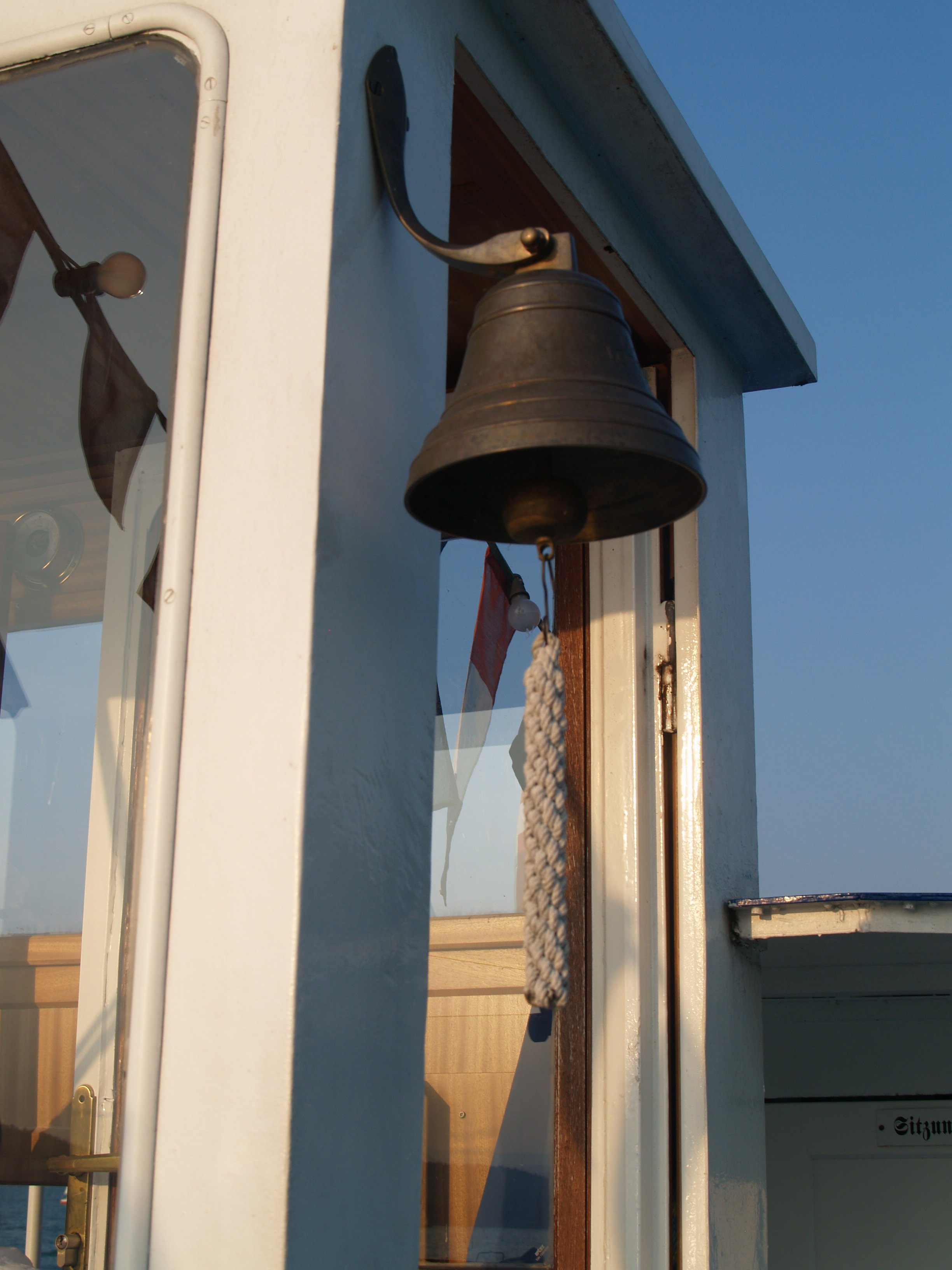
Schiffsglocke der Lorelei

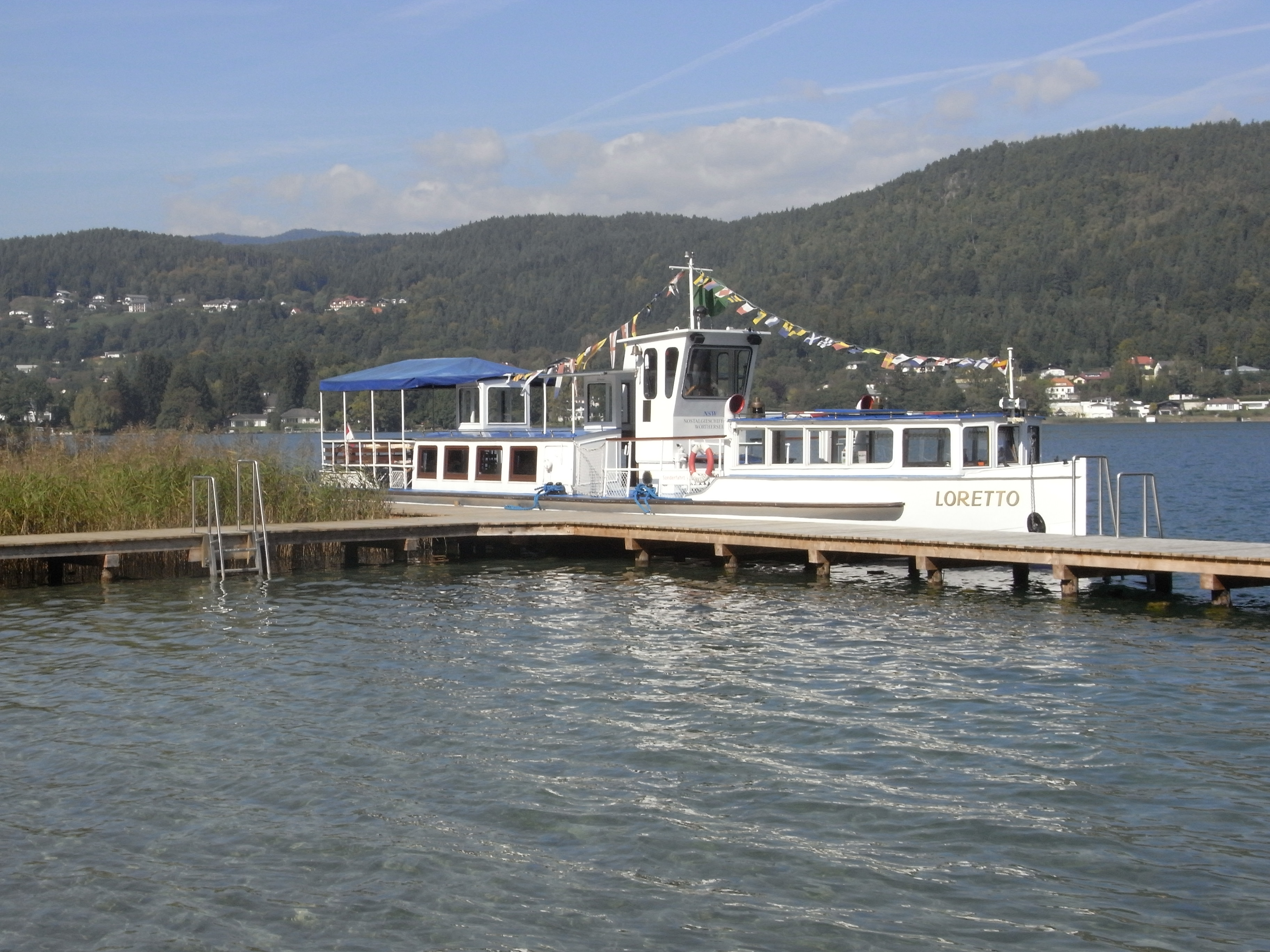
Nostalgieschiff Loretto in Cap Wörth

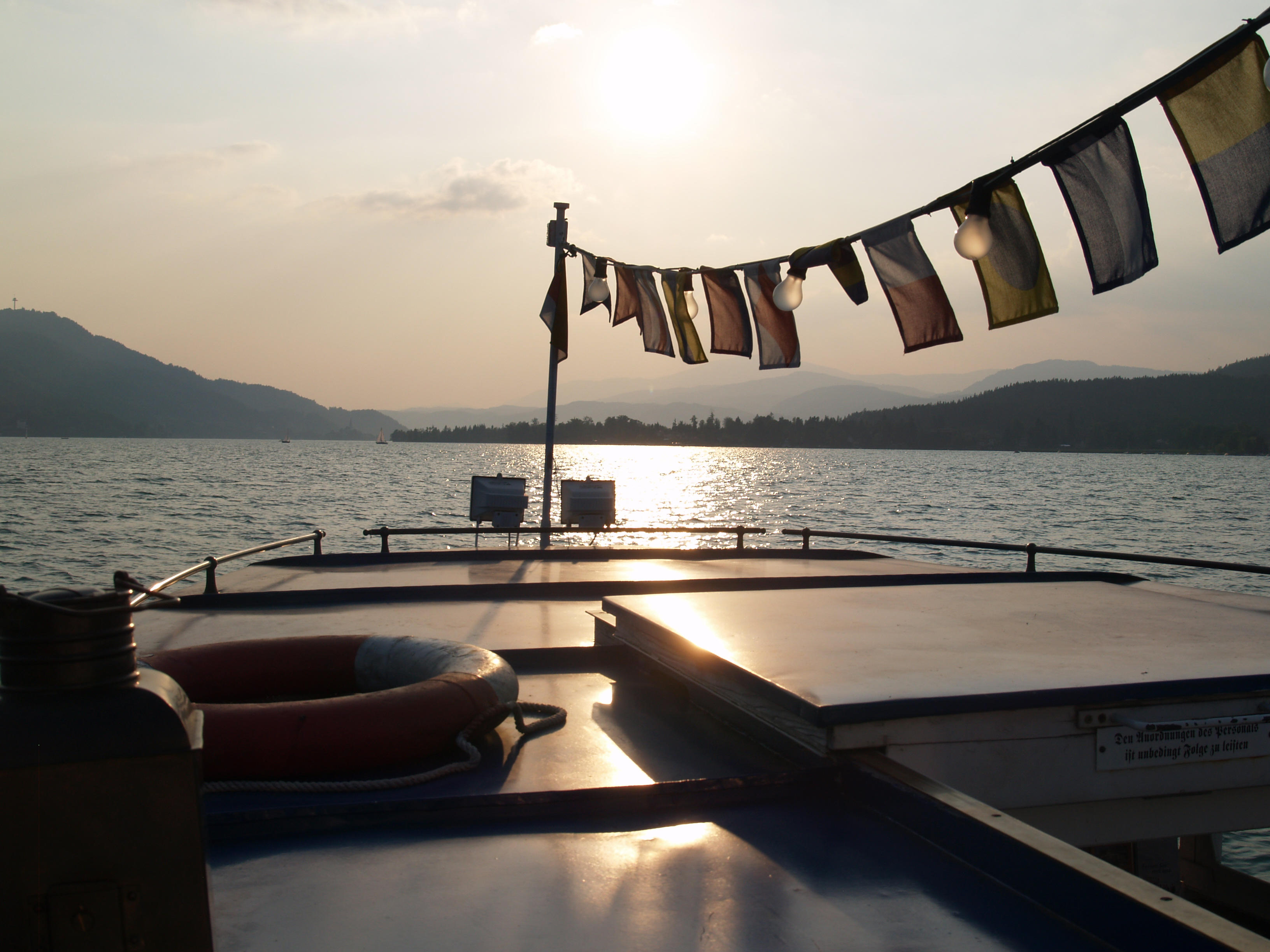
Abendstimmung am Nostalgieschiff Lorelei

Die Nostalgieschifffahrt Wörthersee ist ein Betriebszweig des Vereins Nostalgiebahnen in Kärnten, der neben einer dampfbetriebenen Normalspurstrecke im Rosental (Rosentaler Dampfzüge) auch das „Historama - Museum für Technik und Verkehr“ in Ferlach sowie das Klagenfurter Stadtverkehrsmuseum mit der Lendcanaltramway im Klagenfurter Seendreieck betreibt.

## Geschichte
Auf dem Wörthersee gibt es seit 1853 eine Linienschifffahrt, die von verschiedenen Gesellschaften mit wechselndem Erfolg betrieben wurde. Als Anfang der 1920er Jahre die Stadtwerke Klagenfurt den Betrieb der Schifffahrt übernahmen und die meisten Konkurrenzunternehmen aufkauften, erwarben sie für die Betriebszeiten, in denen sich die großen Dampfschiffe nicht rentierten, zwei kleine, dieselbetriebene Einheiten, die Loretto und Lorelei getauft wurden. Die Schiffe wurden in der Donauwerft in Wien erbaut, zerlegt nach Klagenfurt angeliefert und in der Schiffswerft am Klagenfurter Metnitzstrand zusammengebaut.

## Im Linienbetrieb
Von 1924 bis 1995 waren die Loretto und Lorelei mit wechselnden Namen und wechselndem Aussehen im Linienbetrieb am Wörthersee unterwegs. Vor allem am Ende des Zweiten Weltkriegs stellten die beiden Schiffe die einzigen betriebsfähigen Einheiten dar, da die großen Dampfschiffe aus Personal- und Brennstoffmangel aufgelegt worden waren. In der unmittelbaren Nachkriegszeit verkehrten sie für die arbeitende Bevölkerung des Südufers auch in der kalten Jahreszeit. Ab circa 1975 waren die Loretto und Lorelei nach der Neubeschaffung der Motorschiffe Klagenfurt und Kärnten nur mehr als Reserve vorgesehen und kamen kaum noch in den Liniendienst. Die Lorelei befuhr nach einem umfassenden Umbau (mit Wegfall aller Aufbauten und Verlegung des Steuerstands an den Bug) in den 1980er Jahren auch wieder den Lendkanal zwischen Klagenfurt See und dem Lendhafen.

## Ausmusterung und Einsatz auf der Donau
1995 beschlossen die Stadtwerke mit Unterstützung der zuständigen Politiker den Verkauf der beiden Schiffe. Ein Interessent aus Wien bekam den Zuschlag; er wollte mit den beiden Schiffen Vergnügungsfahrten auf dem Donaukanal und der Donau anbieten. Mitglieder der Nostalgiebahnen in Kärnten versuchten schon 1995, den Verkauf zu verhindern und einen Nostalgiebetrieb am Wörthersee zu etablieren, scheiterten aber an den politisch Verantwortlichen. Den beiden Schiffen war das Glück auf der Donau nicht gewogen; die Lorelei kollidierte schon bei einer der ersten Ausfahrten mit einer Betonmauer, was schwere Schäden im Bugbereich mit sich brachte, die Loretto lief bei einer feuchtfröhlichen Ausfahrt nahe der Ortschaft Fischamend auf eine Sandbank und stellte für einige Wochen in der Niedrigwasser führenden Donau eine besondere Attraktion dar. Die Strompolizei ordnete schließlich die Verbringung des Schiffes an Land an, da man bei Hochwasser ein steuerlos stromabwärts treibendes Schiff befürchtete. Loretto und Lorelei wurden in den folgenden Jahren zu ausgefallenen Unterkünften für Obdachlose, die der Substanz der Schiffe weiter zusetzten.

## Rückkehr und Nostalgiebetrieb
Bis zum Jahr 1999 waren alle Versuche der Nostalgiebahnen in Kärnten, die beiden Schiffe wieder nach Kärnten zurückzubringen, gescheitert. Dann änderte sich die Stimmung und es gelang, mit Hilfe einer Spendenaktion zuerst die Loretto zu erwerben. Der Transport auf einem Tieflader über die Südautobahn war eine besondere Herausforderung für die beteiligten ehrenamtlichen Mitarbeiter. Die Loretto wurde in der Klagenfurter Schiffswerft in vielen unbezahlten Arbeitsstunden der ehrenamtlich tätigen Mitglieder der Sektion Schifffahrt wieder betriebsbereit gemacht. Es stellte sich auch heraus, dass der Betrieb eines Schiffes auf einem Kärntner See nicht so ohne weiteres möglich war; es musste ein eigenes Unternehmen (Betriebsgesellschaft) gegründet werden, zudem musste eine große Zahl von Auflagen gesetzlicher Art erfüllt werden.
Die ersten beiden Saisonen der Nostalgieschifffahrt waren ein Erfolg, sodass der Verein daranging, auch die Lorelei wieder nach Kärnten zu bringen. Bedingt durch die großen Schäden, die das Schiff bei der Kollision erlitten hatte, war an eine Reparatur in der Werft nicht zu denken; die Lorelei kam in die Werkstätte der Nostalgiebahnen nach Ferlach. Da das Schiff für den Betrieb am Lendkanal gravierend umgebaut worden war und die Loretto die modernisierte Variante der beiden Schiffe darstellte, entschloss man sich zum Wiederaufbau nach den originalen Bauplänen von 1924. Nach der Generalüberholung wurde das Schiff mit einem Tieflader von Ferlach an den Wörthersee gebracht.
Der Erfolg der Nostalgieschifffahrt führte dazu, dass sich einige Mitglieder zu Schiffsführern und Matrosen ausbilden ließen, um die anfallenden Fahrten ohne Fremdpersonal bewältigen zu können. Die Schiffe sind wegen ihrer Größe besonders für kleine Veranstaltungen geeignet.
Bedingt durch den Verkauf des ehemals stadteigenen Schifffahrtsbetriebs an einen Privaten gab es ab 2013 immer wieder Schwierigkeiten mit den Liegenplätzen der beiden Schiffe am Werftsteg Nr. 3. Nach längeren Verhandlungen und dem Aufbringen einer nicht unerheblichen Summe konnte schließlich 2017 ein eigener, „exterritorialer“, d. h. außerhalb des eigentlichen Werftgeländes gelegener Steg für die beiden Schiffe erbaut werden. Ein neuer Rahmenvertrag ermöglicht seither eine gedeihliche Zusammenarbeit zwischen den beiden Betrieben.

## Zukünftige Projekte
Am Lagerplatz der Nostalgiebahnen in Ferlach wartet ein weiteres historisches Schiff auf seine Aufarbeitung. Das Motorschiff Hermann, das jahrzehntelang als Angelique beim Weißen Rössel in der Gemeinde Schiefling vor Anker lag, soll mittelfristig wieder aufgearbeitet werden und als drittes Schiff die Nostalgieschifffahrt verstärken.

## Rezeption
- GEO Reportage – Mit Volldampf durch Kärnten (Dokumentation, Regie: Gernot Stadler), ARTE, 2020